# Ваханський хребет
Ваханський хребет (дарі سلسله کوه واخان, тадж. Вахон қаторкӯҳи) — гірський хребет на півдні Паміру, на території Таджикистану та Афганістану. Слугує вододілом річок Памір та Істик на півночі, Вахандар'я та Оксу на півдні.
Протяжність хребта — 160 км. Середня висота становить близько 5000 м, максимальна — 6281 м. Хребет складений виверженими та метаморфічними породами. Схили розчленовані троговими долинами; вічні сніги та льодовики (загальна площа снігу, льоду та фірнових полів становить близько 94,1 км²).
Спочатку називався хребтом імператора Миколи II.